# Rijeke Gondora
Rijeke Gondora je članak o rijekama koje se nalaze u kraljevstvu Gondor u Međuzemlju, izmišljenom svijetu J. R. R. Tolkiena.
Gondor je nekad nazvan i zemljom sedam rijeka. Tih sedam rijeka su:
- Rijeka Lefnui

Rijeka Lefnui nalazi se u zapadnom Gondoru. Izvire u Bijelom gorju te se ulijeva u Veliko more u zaljevu Belfalas
- Rijeka Morthond

Rijeka Morthond započinje u Dwimorbergu, mjestu gdje izlazi Put mrtvih u Bijelome Gorju. Po tome je dobila ime Crnokorijen jer su se ljudi bojali Dwimorberga i vjerovali su da mrtvi navečer izlaze iz špilja. Onda prolazi pokraj drevne tvrđave Erech, gdje se nalzi kamen koji je Isildur donio iz Numenora. Nakon toga prolazi preko zelenih brijegova Pinnath Gelina. Ubrzo se u nju ulijeva pritoka Calenhir te se Morthond ulijeva u Veliko more kod Edhellonda.
Aragorn, Gimli i Legolas su neko vrijeme pratili rijeku na svojem putu u južni Gondor.
- Rijeka Ciril

Rijeka Cril izvire u Lamedonu, te prolazi Calembel i postaje pritoka rijeke Ringlo.
- Rijeka Ringlo

Rijeka Ringlo izvire u Bijelom gorju, prolazi gondorski grad Ethring te sjeverno od Tarnosta. Blizu Tarnosta u nju se ulijeva pritoka Calembel te se u Veliko more ulijeva u Edhellondu blizu zaljeva Cobas Heaven i Dol Amroth.
- Rijeka Sernui

Nekad napisana i Serni, rijeka Sernui izvire Bijelome gorju te prolazi ravnicama ravnicama Lebennina te se blizu Linhira ulijeva u rijeku Gilrain.
- Rijeka Gilrain

Rijeka Gilrain izvire u istočnom dijelu Bijeloga gorja, te teče prema jugu. U zaljev Belfalas se ulijeva kod Linhira.
- Rijeka Anduin

5 rijeka Lebennina su:
- Rijeka Anduin
- Rijeka Celos

Rijeka Celos izvire u Bijelome gorju te se nakon kratkoga toka ulijeva u rijeku Sirith
- Rijeka Sirith

Rijeka Sirith izvire u Bijelome gorju te se ulijeva u rijeku Anduin kod Pelargira
- Rijeka Sernui
- Rijeka Gilrain